# 谢邦杰
谢邦杰（1923年—1998年），男，四川犍为人，中国代数学家，吉林大学教授。曾任吉林大学数学系系主任。